# Rabah Djenadi
Rabah Djenadi (Tizi Ouzou, Argelia francesa, 3 de junio de 1959) es un exfutbolista de Argelia que jugaba en la posición de defensa.

## Carrera

### Club
| Periodo   | Club           |
| --------- | -------------- |
| 1977-1983 | DNC Alger      |
| 1983-1985 | JS Kabylie     |
| 1985-1988 | Istres FC      |
| 1988-1990 | AC Avignonnais |
| 1990-1993 | US Saint-Malo  |

### Selección nacional
Jugó para Argelia en seis ocasiones de 1981 a 1982, participó en la Copa Africana de Naciones 1982. También jugó para la selección sub-20 entre 1978 y 1979.

## Logros

### Club
- Campeonato Nacional de Argelia (1): 1985
- Copa de Argelia (1): 1982
- PHA Méditerranée (1): 1988
- PHB Méditerranée (1): 1987
- Copa de Provenza (1): 1987

### Selección nacional
- Copa Africana de Naciones Sub-20 (1): 1979